# 팔신경얼기
팔신경얼기(brachial plexus) 또는 상완신경총(上腕神經叢), 완신경총은 아래쪽 네 개의 목신경과 첫째 가슴신경(C5, C6, C7, C8, T1)의 앞가지에 의해 형성되는 신경얼기이다. 팔신경얼기는 척수에서 시작하여 첫째 갈비뼈 위쪽에서 목의 목겨드랑관을 지나 겨드랑으로 들어간다. 가슴, 어깨, 팔, 손의 들신경섬유와 날신경섬유로 분포한다.

## 구조
팔신경얼기는 다섯 개의 뿌리(roots), 세 개의 줄기(trunks), 여섯 개의 갈래(divisions, 세 개는 앞갈래이며 세 개는 뒤갈래), 세 개의 다발(cords), 다섯 개의 가지(branches)로 나누어진다. 팔신경얼기에서는 다섯 개의 종말가지(terminal branches)와 많은 수의 곁가지(collateral branches, 또는 pre-terminal branches)가 나온다. 곁가지들은 팔신경얼기의 다양한 지점에서 갈라져 나간다. 카데바 해부에서 팔신경얼기의 각 부분을 구분하기 위해 흔히 사용하는 구조는 근육피부신경, 가쪽다발, 정중신경, 안쪽다발, 자신경이 이루는 M 또는 W 모양의 구조이다.

### 뿌리
다섯 개의 뿌리는 다섯 개 척수신경 앞가지가 목의 근육들에 분포하는 신경을 낸 뒤에 불리는 명칭이다. 팔신경얼기는 C5, C6, C7, C8, T1 다섯 개의 척수신경에서 형성된다. C5와 C6는 위줄기를, C7은 쭉 이어져 중간줄기를, C8와 T1은 아래줄기를 형성한다. 일부 경우에서는 C4와 T2가 팔신경얼기 형성에서 기여할 수 있다. 등쪽어깨신경은 위줄기에서 갈라져 나와 어깨뼈를 뒤로 들이고 아래쪽으로 돌리는 마름근에 분포한다. 빗장밑근신경은 C5와 C6에서 시작하여 호흡하는 도중 첫째 갈비뼈를 올리는 빗장밑근에 분포한다. C5, C6, C7에서 시작하는 긴가슴신경은 어깨뼈를 가쪽으로 움직이고 앞으로 내미는 작용을 하는 앞톱니근에 분포한다.

### 줄기
다섯 개의 뿌리가 서로 합쳐져 세 개의 줄기를 형성한다.
- 위줄기(upper 또는 superior trunk) - C5와 C6가 합쳐져 형성
- 중간줄기(middle trunk) - C7이 그대로 연속되어 형성
- 아래줄기(lower 또는 inferior trunk) - C8과 T1이 합쳐져 형성

### 갈래
각 줄기가 두 개의 갈래로 갈라져 총 여섯 개의 갈래가 만들어진다.
- 위줄기, 중간줄기, 아래줄기의 앞갈래(anterior division)
- 위줄기, 중간줄기, 아래줄기의 뒤갈래(posterior division)
- 해부학적 위치에서 몸을 관찰하면 앞갈래가 뒤갈래보다 얕은 쪽에 위치한다.

### 다발
여섯 개의 갈래는 세 개의 다발을 이룬다. 갈래의 이름은 겨드랑동맥과의 상대적인 위치를 기준으로 붙여졌다.
- 뒤다발은 세 줄기의 뒤갈래가 합쳐져 만들어진다. (C5-C8, T1)
- 가쪽다발은 위줄기와 중간줄기의 앞갈래가 합쳐져 만들어진다. (C5-C7)
- 안쪽다발은 아래줄기의 앞갈래가 연속된 것이다. (C8, T1)

### 가지
팔신경얼기에서 갈라져 나가는 가지들의 목록이 아래에 써져 있다. (이탤릭체로 표시된) 몇몇 가지들은 다발을 형성하기 이전에 갈라져 나가는 가지들이다. 위의 도표에서 왼쪽의 근육피부신경, 겨드랑신경, 노신경, 정중신경, 자신경은 마지막 가지인 종말가지이다. 근육피부신경과 정중신경은 모두 가쪽다발에서 갈라져 나오기 때문에 연결되어 있다. 근육피부신경은 정중신경으로 가지를 보내는 것으로도 알려져 있다.
가지가 나오는 패턴에는 여러 변이가 있지만 매우 드물다.
볼드체(굵은 글씨)는 신경을 구성하는 주된 척수신경 성분이며, 이탤릭체(기울임체)는 자주 신경을 구성하지만 항상 기여하지는 않는 척수신경 성분이다.
| 시작 위치 | 신경                                   | 뿌리                                        | 근육 분포 | 피부 분포 |
| 뿌리      | 등쪽어깨신경                           | C4, C5                                      | 마름근, 어깨올림근 | - |
| 뿌리      | 긴가슴신경                             | C5, C6, C7                                  | 앞톱니근 | - |
| 뿌리      | 가로막신경으로의 가지                  | C3, C4, C5                                  | 가로막 | - |
| 위줄기    | 빗장밑근신경                           | C5, C6                                      | 빗장밑근 | - |
| 위줄기    | 어깨위신경                             | C5, C6                                      | 가시위근, 가시아래근 | - |
| 가쪽다발  | 가쪽가슴근신경                         | C5, C6, C7                                  | 큰가슴근, 작은가슴근 (안쪽가슴근신경과 교통하여 분포) | - |
| 가쪽다발  | 근육피부신경                           | C5, C6, C7                                  | 부리위팔근, 위팔근, 위팔두갈래근 | 이후 아래팔의 앞가쪽 피부와 팔꿉관절에 분포하는 가쪽아래팔피부신경이 된다.                                                                  |
| 가쪽다발  | 정중신경의 가쪽뿌리                    | C5, C6, C7                                  | 정중신경으로의 섬유 (아래의 '정중신경의 안쪽뿌리' 참고)                                                                                                   | - |
| 뒤다발    | 위어깨밑신경                           | C5, C6                                      | 가시위근 (위쪽 부분) | - |
| 뒤다발    | 가슴등신경 (중간어깨밑신경이라고도 함) | C6, C7, C8                                  | 넓은등근 | - |
| 뒤다발    | 아래어깨밑신경                         | C5, C6                                      | 가시위근 아래쪽 부분, 큰원근 | - |
| 뒤다발    | 겨드랑신경                             | C5, C6                                      | 앞가지: 어깨세모근과 그 얕은 쪽 피부 약간 뒤가지: 작은원근과 어깨세모근                                                                                   | 뒤가지는 위가쪽위팔피부신경이 되어 어깨 가쪽과 위팔, 어깨관절에 분포한다.                                                                   |
| 뒤다발    | 노신경                                 | C5, C6, C7, C8, T1                          | 위팔세갈래근, 손뒤침근, 팔꿈치근, 아래팔의 폄근, 위팔노근                                                                                                 | 뒤위팔피부신경을 통해 위팔 뒤쪽의 피부에 분포. 노신경 얕은가지는 엄지와 집게손가락 사이의 피부를 포함한 손등 쪽 면에 분포.                  |
| 안쪽다발  | 안쪽가슴근신경                         | C8, T1                                      | 큰가슴근, 작은가슴근 | - |
| 안쪽다발  | 정중신경의 안쪽뿌리                    | C8, T1                                      | 자쪽손목굽힘근을 제외한 모든 아래팔 굽힘근, 둘째와 셋째 손가락에 분포하는 깊은손가락굽힘근, 첫째와 둘째 벌레근, (되돌이엄지가지를 통해) 엄지두덩의 근육들 | 노신경과 자신경에 의해 지배되지 않는 손의 피부. 엄지손가락의 손바닥 쪽 피부, 집게손가락과 가운뎃손가락, 약손가락의 절반, 이 손가락들의 손톱 |
| 안쪽다발  | 안쪽위팔피부신경                       | C8, T1                                      | - | 위팔의 앞쪽과 안쪽 피부 |
| 안쪽다발  | 안쪽아래팔피부신경                     | C8, T1                                      | - | 아래팔의 안쪽 피부 |
| 안쪽다발  | 자신경                                 | C7, C8, T1(C7 성분은 자쪽손목굽힘근에 분포) | 자쪽손목굽힘근, 깊은손가락굽힘근의 넷째와 다섯째 손가락 부분, 엄지두덩근육과 첫째, 둘째 벌레근을 제외한 모든 손의 자체기원근육.                           | 손의 안쪽, 안쪽 손가락 1.5개의 손바닥 쪽 면, 안쪽 손가락 2.5개의 손등 쪽 면                                                                 |

## 기능
팔신경얼기는 팔의 근육과 피부에 분포한다. 팔신경얼기의 신경이 분포하지 않는 예외는 척수더부신경이 분포하는 등세모근과 갈비사이위팔신경이 분포하는 겨드랑이 주변의 피부이다. 팔신경얼기는 신경얼기 뿌리와 합류하는 회색교통가지를 통해 교감신경줄기와 교통한다.
팔신경얼기의 다섯 종말가지는 모두 특별한 감각, 운동, 고유수용성감각 기능을 가진다. 감각신경과 운동신경으로서의 분포는 아래와 같다.
| 종말가지     | 감각 분포                                           | 근육 분포                                                              |
| ------------ | --------------------------------------------------- | ---------------------------------------------------------------------- |
| 근육피부신경 | 아래팔 앞가쪽의 피부                                | 위팔근, 위팔두갈래근, 부리위팔근                                       |
| 겨드랑신경   | 어깨와 위팔의 가쪽 피부                             | 어깨세모근, 작은원근                                                   |
| 노신경       | 가쪽 아래팔과 손목의 뒤쪽, 뒤쪽 위팔                | 위팔세갈래근, 위팔노근, 팔꿈치근, 뒤쪽 위팔과 아래팔의 폄근            |
| 정중신경     | 손의 가쪽 2/3 부위와 첫째-넷째 손가락의 끝부분 피부 | 아래팔 굽힘근, 엄지두덩근, 첫째와 둘째 벌레근                          |
| 자신경       | 손바닥, 손의 안쪽, 셋째-다섯째 손가락의 피부        | 새끼두덩, 일부 아래팔 굽힘근, 엄지모음근, 셋째와 넷째 벌레근, 뼈사이근 |

## 추가 이미지

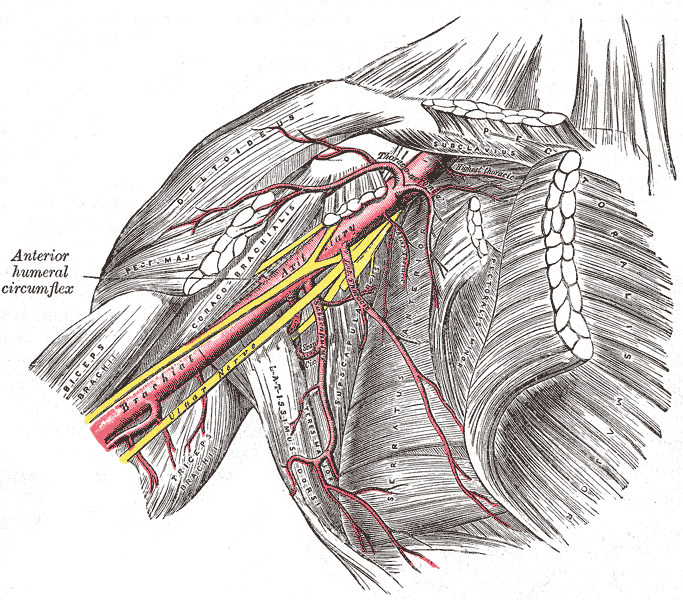
위팔동맥을 둘러싸고 있는 팔신경얼기.
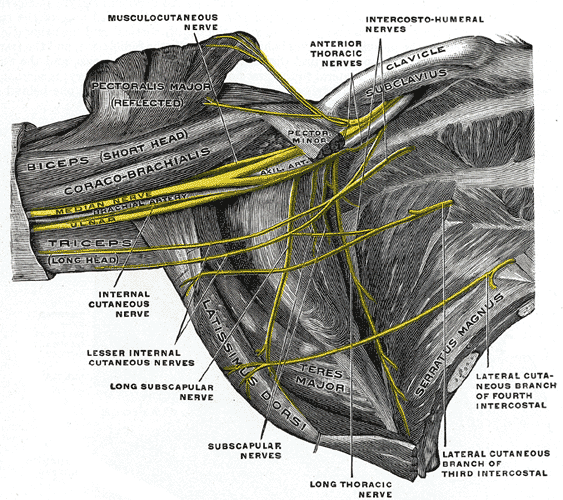
빗장뼈 아래쪽 부위의 겨드랑오목에서 본 오른쪽 팔신경얼기의 신경들.
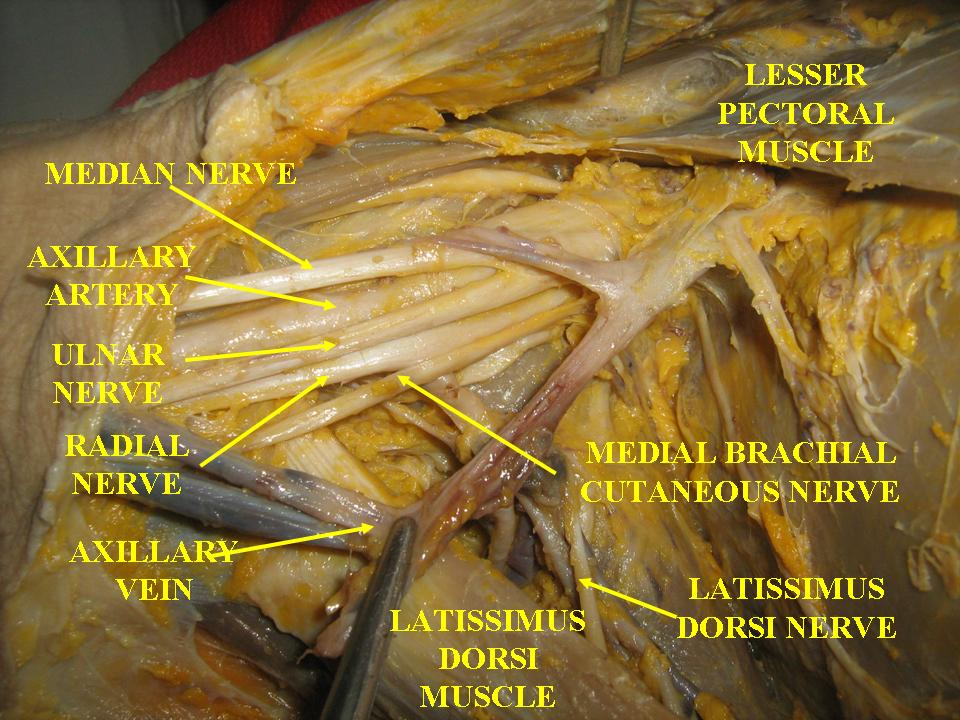
해부된 카데바 표본에서 본 팔신경얼기의 먼쪽 부분.
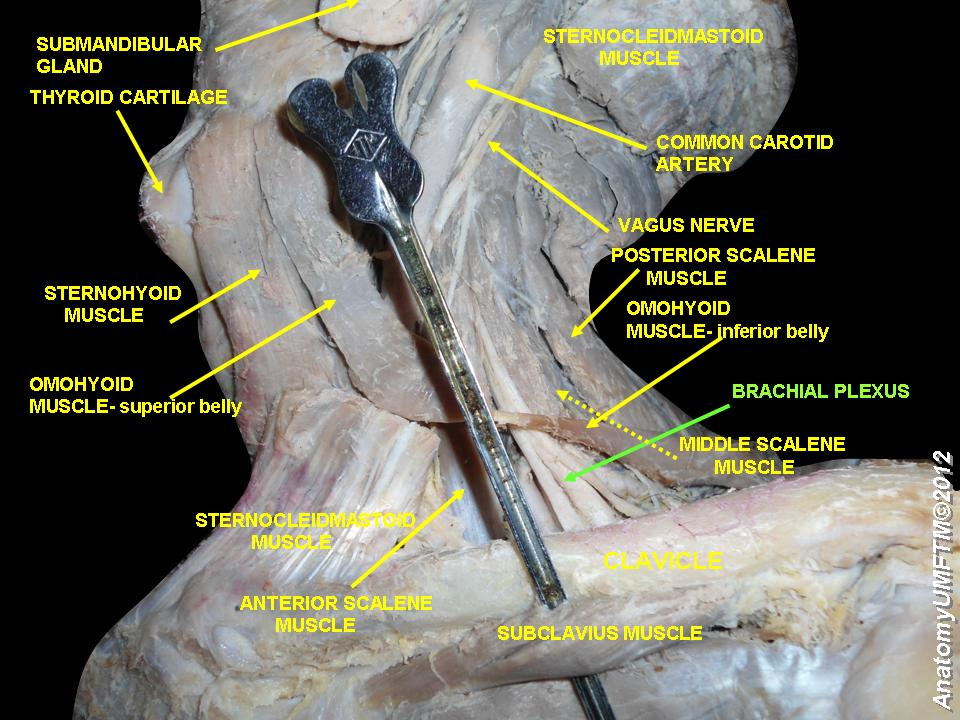
팔신경얼기.
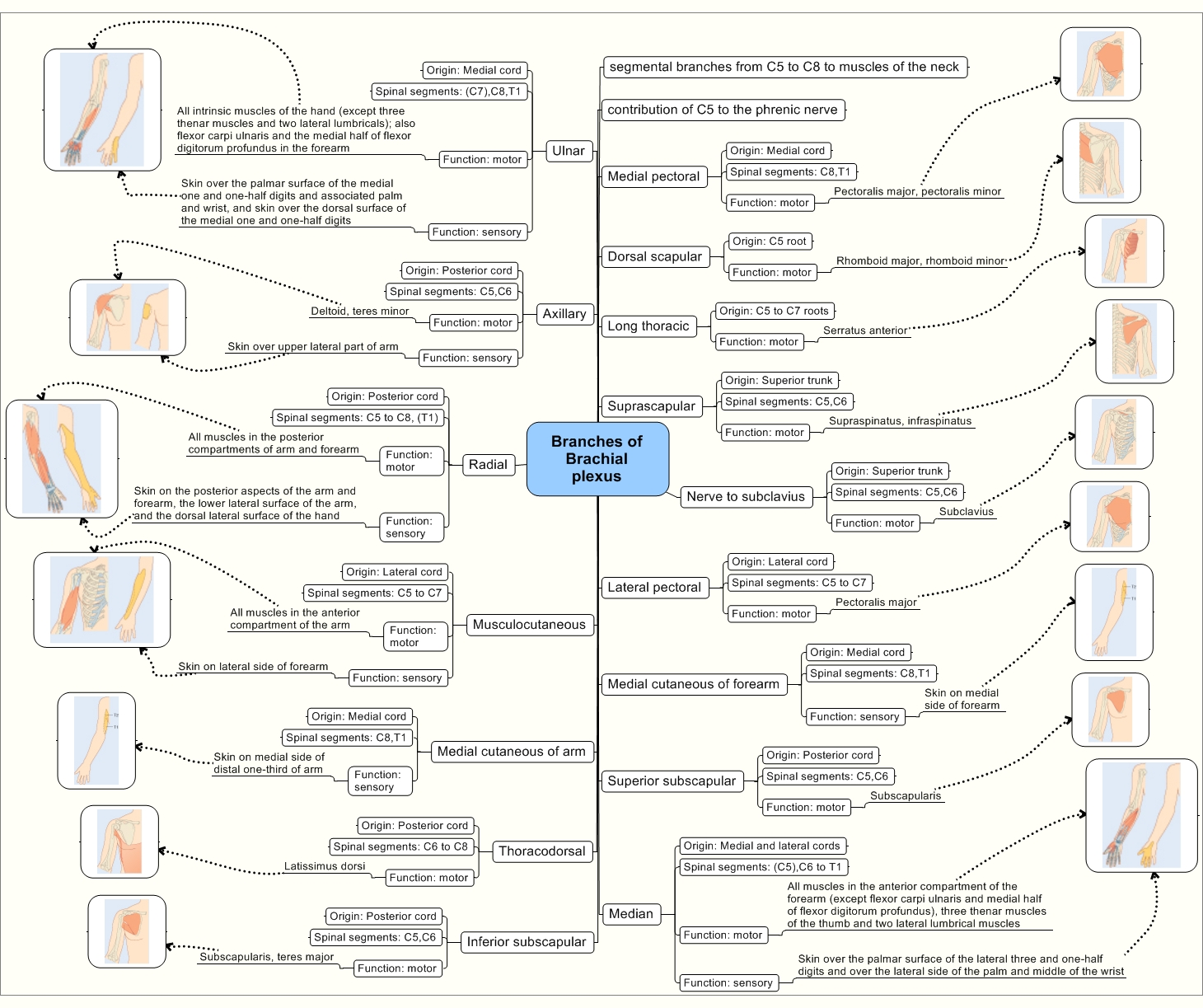
팔신경얼기의 가지들을 보여주는 모식도.
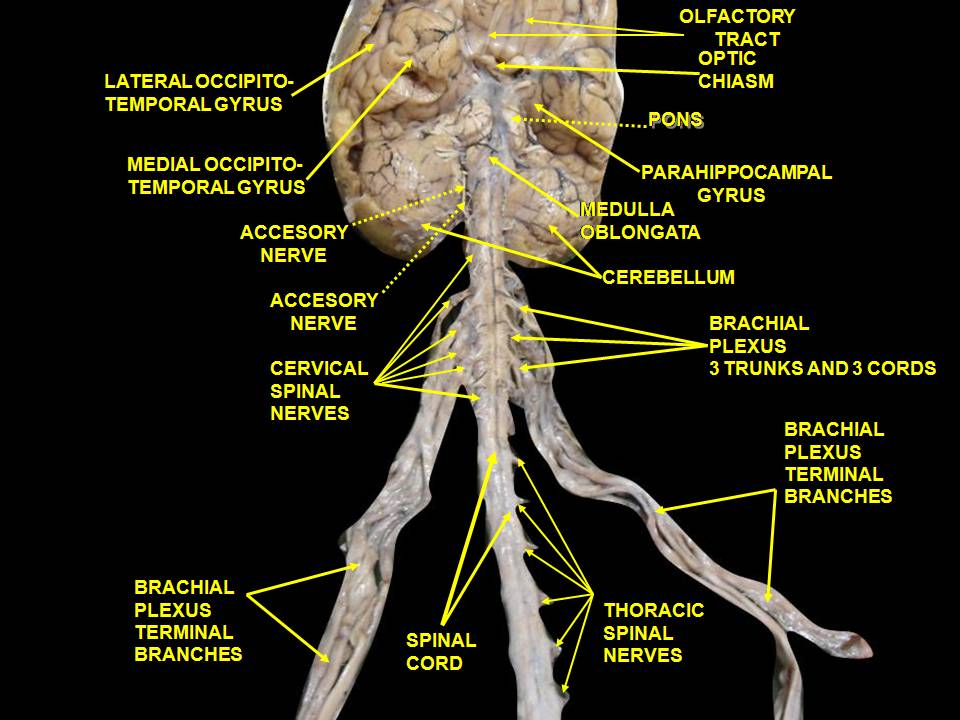
대뇌, 척수, 팔신경얼기를 보여주는 사진.
팔신경얼기의 다이어그램. 각 신경 뿌리가 어떤 가지로 이어지는지 색깔별로 표시되어 있다.
C5-T1 앞가지를 포함한 팔신경얼기의 모식도.
척수신경의 혼합섬유.

## 같이 보기
- 얼기
- 신경얼기
- 척수신경

## 추가 자료
- Saladin, Kenneth (2014). 《Anatomy and Physiology》 7판. McGraw-Hill Education. 491쪽.
- Kishner, Stephen. “Brachial Plexus Anatomy”. 《Medscape》. WebMD. 2015년 11월 29일에 확인함.